# Антошина, Татьяна Константиновна
Татьяна Константиновна Антошина (Таня Антошина, Татьяна Константиновна Антошина; также транслитерируется как Tatiana Antoshina, Tania Antoshina, Tanya Antoshina, Tatjana Antoschina, Tatyana Antoschina. С 1977 по 1997 год носила фамилию Машукова (Tatyana Mashukova)) (род. 1 мая 1956, Красноярск, СССР) — современная художница, кандидат искусствоведения, член La Maison des Artistes и Союза художников России.
Работает в разных жанрах и техниках современного искусства — скульптуре и инсталляции, фото и видео, живописи и графике.

## Биография
Родилась 1 мая 1956, Красноярск, СССР. В 1983 году окончила Красноярский Государственный Художественный институт. В 1991 году окончила аспирантуру в Строгановском училище. С 1994 года занималась дизайном интерьеров в студии «Лаборатория современного дизайна».
Автор фотографического цикла «Музей женщины» (1996—2009), который несколько раз включался в ретроспективные музейные показы российского феминистского искусства.
С января по март 2001 года — стипендиат резиденции Yaddo, Нью-Йорк С 2005 года — стипендиат резиденции Art Omi, США. Кандидат искусствоведения, член Союза художников России и Международного художественного фонда (МХФ).
За работу «Голубые города» была удостоена второго приза альтернативной премии «Российское активистское искусство» в номинации «Искусство музейного пространства» (церемония награждения лауреатов прошла в рамках Ассамблеи «МедиаУдар» в Зверевском центре современного искусства 4 декабря 2012 года).
Живёт и работает в Париже и Москве.

## Персональные выставки
- 2023 — «КОСМИЧЕСКИЙ КОВЧЕГ», Galerie Vallois, Париж;
- 2023 — «НЕБО МОЯ ЗЕМЛЯ», L-Galerie, Париж;
- 2017 — «Холодная земля. Северные рассказы». ЦСИ «Заря», Владивосток[9].
- 2017 — «Регги-феминизм, или 88 марта». Dukley Art Center, Котор, Черногория.
- 2015 — «Музей женщины». Галерея «Арт», Подгорица.
- 2014 — «Холодная земля». Красноярский музейный центр, Красноярск.
- 2011 — «Летающие люди». Театр «Практика», Москва.
- 2010 — «Мои любимые художники». Galerie Vallois, Париж.
- 2010 — «Алиса и Гагарин». VP Studio, Москва.
- 2008 — «Мои любимые художники». Mario Mauroner Contemporary Art, Вена, Австрия[10].
- 2006 — «Космические путешественники». Галерея М. Гельмана, Москва[11][12].
- 2004 — «Музей женщины». White Space Gallery, Лондон.
- 2002 — «Летающие люди». Тульский некрополь, Тула.
- 2002 — «Летающие люди». Тульский музей изобразительных искусств, Тула.
- 2002 — «Вуаеризм Алисы Гай». Галерея Гельмана, Москва.
- 2002 — «Я люблю». Галерея «Пальто», Третьяковская галерея, Москва.
- 2002 — «Я люблю». Галерея «Пальто», Музейный центр РГГУ, Москва.
- 2001 — «Музей женщины». Галерея Флоренс Линч, Нью-Йорк, США.
- 1999 — «Апрель в Москве». Галерея Гельмана, Москва.
- 1999 — «Музей женщины». Приволжский филиал ГЦСИ, ЦСК «Кариатида», Н. Новгород.
- 1998 — «Из фонда Женского музея». Галерея «Пальто», Малый Манеж, Москва.
- 1997 — «Музей женщины». Галерея Гельмана, Москва[3][4].
- 1997 — «Женщины России» (совместно с Т. Либерман и А. Мартыновой). Галерея Гельмана, Москва[13]..
- 1996 — «К причалу». Expo-88, Москва.
- 1996 — «Купидоны и модули» (совместно с В. Лукиным). Арт-агентство «Московский двор», Москва.
- 1992 — «Собака Баскервилей» (совместно с Ю. Лейдерманом). Фестиваль анималистических проектов, галерея «Риджина», Москва.

## Собрания
Работы находятся в собраниях:
- Третьяковская галерея, Москва.
- Русский музей, С.-Петербург[14].
- Государственный центр современного искусства, Москва.
- Музей декоративно-прикладного и народного искусства, Москва.
- Пермский музей современного искусства, Пермь.
- Красноярский музейный центр, Красноярск.
- Музей Везербург, Бремен.
- Национальный музей женского искусства, США.
- Галерея искусства Коркоран, Вашингтон, США.
- Музей Американского университета[англ.], Вашингтон, США.
- Музей современного искусства[англ.], Казория, Италия[15].
- Пинангский государственный музей[англ.], Джорджтаун, Малайзия.
- Музей современного искусства (MUMOK), Вена, Австрия.
- Фонд Kolodzei Art, Нью-Джерси, США[16].

## Награды
- Стипендиат резиденции The Cube Gallery, Мойра, Гоа, Индия, 2019;
- Стипендиат резиденции при ЦСИ «Заря», Владивосток, 2017;
- Стипендиат резиденции Dukley European Art Community, Котор, Черногория, 2017;
- Стипендиат резиденции Dukley European Art Community, Котор, Черногория, 2015;
- Стипендиат резиденции Kriti Варанаси, Индия, 2013;
- Альтернативная премия «Российское активистское искусство», 2012;
- Стипендиат резиденции Mariposa Канарские острова, Испания, 2012;
- Olympic Art, Olympic Fine Arts, Лондон, 2012, золотая медаль;
- Olympic Art, Olympic Fine Arts, Пекин, 2008, золотая медаль;
- Приз Пяти Колец, Olympic Landscape Sculpture Design Contest, Пекин, 2008;
- Лауреат видеофестиваля «Magmart», Неаполь, 2005;
- Стипендиат резиденции Art Omi, Ny, США, 2005;
- Лауреат «Серебряной камеры», организованной Московским музеем «Дом Фотографии», 2003;
- Лауреат «Серебряной камеры», организованной Московским музеем «Дом Фотографии», 2002;
- Стипендиат резиденции Yaddo, Ny, США, 2001;
- Победитель конкурса Современная Россия, организованного Фотоцентром на Гоголевском бульваре, Москва, 2001;
- Международный симпозиум Керамика — Живопись — Графика Бад Липпшпринге, Германия, 1992.
- Лучший доклад на научной конференции аспирантов и преподавателей Московская художественно-промышленная академия имени С. Г. Строганова, Москва, 1989;
- Серебряная медаль ВДНХ за преподавательскую работу, Москва, 1985;
- Лучший преподаватель Красноярской художественной академии, Красноярск, 1984.